# St-Guen (Vannes)

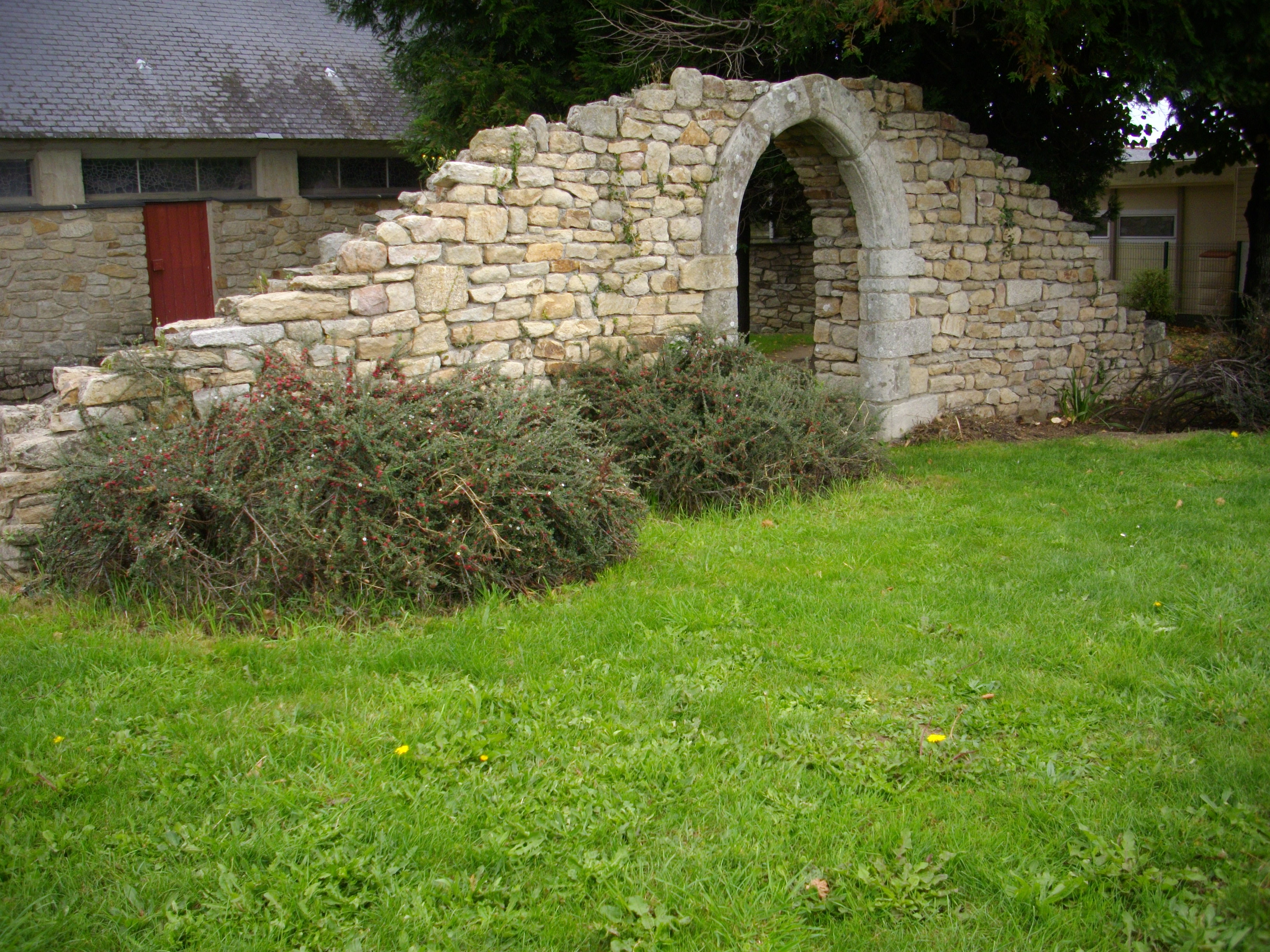
Ruine von St-Guen

St-Guen ist die Ruine einer früheren Prioratskapelle in Vannes im Département Morbihan  in der Bretagne. Die Ruine ist seit 1939 als Monument historique klassifiziert.

## Geschichte
St-Guen wurde zwischen 1025 und 1040 durch Herzog Alain III. als Priorat der Benediktinerabtei St-Gildas gestiftet und dem heiligen Guénaël geweiht. Einziger baulicher Rest des Priorats ist ein Teil der Südwand einer Kapelle aus dem 13. oder 14. Jahrhundert, die sich heute in einem Park befindet. In der Mitte der Wand hat sich ein spitzbogiges gotisches Portal erhalten. Der Tradition nach soll Petrus Abaelardus nach seinen Auseinandersetzungen in der Mutterabtei in diesem Priorat gelebt haben. Das Priorat wurde nach der Französischen Revolution verkauft und bis auf den Kapellenrest abgebrochen.
In unmittelbarer Nachbarschaft zur Ruine wurde 1966/67 eine moderne römisch-katholische Pfarrkirche errichtet, die auch dem heiligen Guénaël geweiht ist.